# Broadway Melody of 1940
Broadway Melody of 1940 is een zwart-wit MGM musical uit 1940, met in de hoofdrollen Fred Astaire en Eleanor Powell. De film is de vierde en laatste uit de serie The Broadway Melody, Broadway Melody of 1936, Broadway Melody of 1938 en deze, waarbij de laatste drie (van de vier) een hoofdrol voor Eleanor Powell hadden (er waren ooit plannen voor een vijfde film, ook met Eleanor Powell, maar dit werd uiteindelijk Broadway Rhythm, zonder Eleanor Powell).

## Verhaal
De tapdansers Johnny Brett (Fred Astaire) en King Shaw (George Murphy) zijn partners die hopen op betere tijden. Door een misverstand wordt King in plaats van Johnny als partner gekoppeld aan de bekende revuedanseres Clare Bennett (Eleanor Powell). Johnny blijft hem door dik en dun steunen hoewel King steeds meer naast zijn schoenen gaat lopen.

## Rolverdeling
| Acteur          | Personage        |
| --------------- | ---------------- |
| Fred Astaire    | Johnny Brett     |
| Eleanor Powell  | Clare Bennett    |
| George Murphy   | King Shaw        |
| Frank Morgan    | Bob Casey        |
| Ian Hunter      | Bert C. Matthews |
| Florence Rice   | Amy Blake        |
| Lynne Carver    | Emmy Lou Lee     |
| Ann Morriss     | Pearl            |
| Trixie Frischke | Juggler          |

## Filmmuziek
- Please Don't Monkey with Broadway (tekst en muziek door Cole Porter)
- All Ashore (tekst en muziek door Roger Edens)
- Between You and Me (tekst en muziek door Cole Porter)
- I've Got My Eyes on You (tekst en muziek door Cole Porter)
- Jukebox Dance (tekst en muziek door Walter Ruick)
- I Concentrate on You (tekst en muziek door Cole Porter)
- Begin the Beguine (tekst en muziek door Cole Porter)
- I've Got My Eyes on You (instrumentaal en koor)